# ドウグラス・コスタ・デ・ソウザ
ドウグラス・コスタ（Douglas Costa）ことドウグラス・コスタ・デ・ソウザ（Douglas Costa de Souza、1990年9月14日 - ）は、ブラジル・リオグランデ・ド・スル州サプカイア・ド・スル出身のサッカー選手。元ブラジル代表。ポジションはフォワード、ミッドフィールダー。
「ドウグラス」は「ドゥグラス」「ドグラス」「ダグラス」と表記されることもある。

## クラブ経歴

### グレミオ
11歳でグレミオ入り、2002年から2008年までグレミオのユース（下部組織）に在籍していた。2008年にグレミオのトップチームへ昇格し、同年のボタフォゴFR戦でデビューした。また同年のコパ･サンティアゴ・デ・フトボル・フニベル（U-17のトーナメント）で優勝した。同年のタッサ・ベロ・オリゾン・デ・ジュニオーレス（U-20のトーナメント）では決勝でクルゼイロを破って初優勝した。同年のブラジルU-20全国選手権では決勝でスポルチ・レシフェを破って優勝した。同年のブラジル全国選手権では準優勝した。グレミオとは2013年までの契約をしていた。

### シャフタール・ドネツク

#### 2009-10シーズン
2010年1月10日、ウクライナのFCシャフタール・ドネツクと5年契約を結んだ。移籍金額は600万ユーロ。2月18日、UEFAヨーロッパリーグ・フラムFC戦の1stレグでデビューした。2月25日、フラム戦の2ndレグでホームでのデビューを果たした。この試合では、53分にウィリアンとの交代で途中出場し、ジャジソンのゴールをアシストした。チームは2戦合計2-3で敗れた。3月14日、FCメタリスト・ハルキウ戦で移籍後初ゴールを挙げた。3月28日、FCアルセナル・キエフ戦ではロスタイムにゴールを挙げ、4月25日のFCチョルノモレツ・オデッサ戦でもゴールを挙げた。5月1日、FCメタルルフ・ザポリージャ戦でもロスタイムに得点し、5月9日のSCタフリヤ・シンフェロポリ戦ではチーム3点目のゴールを挙げて3-2での勝利に貢献した。
シャフタールでの最初のシーズンは、リーグ戦13試合5得点を記録し、公式戦15試合に出場した。シャフタールはウクライナ・プレミアリーグを制した。

#### 2010-11シーズン

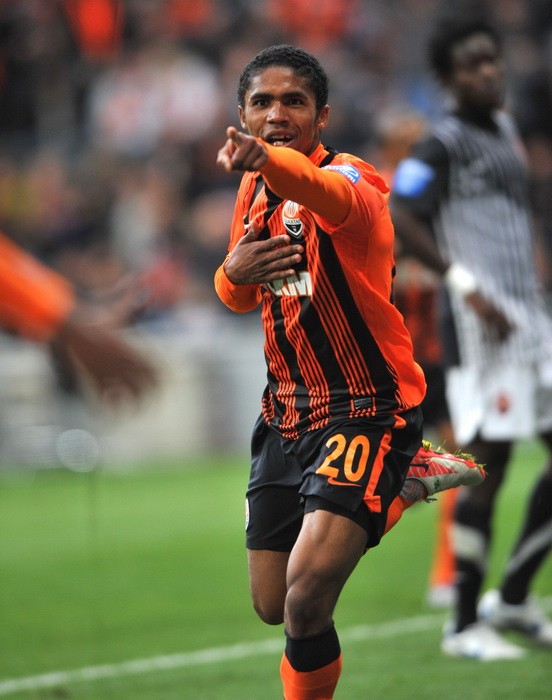
2011年のコスタ

ウクライナ・スーパーカップのSCタフリヤ・シンフェロポリ戦でシーズン初出場を果たした。2010年7月30日、アルセナル・キエフ戦では2得点を記録し、勝利に貢献した。FCセヴァストポリ戦でシーズン4点目のゴールを挙げた。9月28日、UEFAチャンピオンズリーグのSCブラガ戦では、ルイス・アドリアーノのゴールを2つアシストし、自身もPKでゴールを決めた。11月28日、アルセナル・キエフ戦でPKでゴールを挙げた。2011年2月16日、チャンピオンズリーグ・ラウンド16のASローマ戦で、チーム2点目のゴールを決めると、ルイス・アドリアーノのゴールをアシストし、3-2での勝利に貢献した。シャフタールは2戦合計6-2で準々決勝に進出した。4月1日、FCイリチヴェツ・マリウポリ戦でロスタイムにゴールを挙げた。5月25日、ウクライナ・カップ決勝のディナモ・キーウ戦では後半ロスタイムから途中出場した。
シャフタールはこのシーズン、リーグ戦とカップ戦とスーパーカップの三冠を達成した。公式戦39試合に出場し、7ゴールを挙げた。リーグ戦では27試合で5得点を記録した。

#### 2011-12シーズン
ウクライナ・スーパーカップのディナモ・キエフ戦に先発フル出場し、2011-12シーズンをスタートした。2011年9月9日、FCヴォリン・ルーツィク戦でシーズン最初のゴールを挙げた。10月2日、FCゾリャ・ルハーンシク戦で同点ゴールを挙げた。11月6日、FCオボロン・キエフ戦では先制ゴールを挙げ、勝利に貢献した。11月27日のFCカルパティ・リヴィウ戦でPKから得点を記録した。12月2日、アルセナル・キエフ戦ではゴールを挙げ、チームは5-0で勝利した。12月11日、FCクリフバス・クリヴィー・リフ戦で先制ゴールを挙げ、チームの4-0での勝利に貢献した。2012年4月27日、ウクライナ・カップ準決勝のヴォリン・ルーツィク戦で試合終了間際の90分にゴールを挙げ、勝利に貢献した。5月6日、ウクライナ・カップ決勝のFCメタルルフ・ドネツィク戦では62分にヘンリク・ムヒタリアンとの交代で途中出場し、延長戦での勝利に貢献した。
シャフタールはリーグ戦とカップ戦を制し、コスタにとって3度目のリーグ制覇を果たした。公式戦34試合6得点を記録した。リーグ戦では27試合で6ゴールを挙げた。

#### 2012-13シーズン

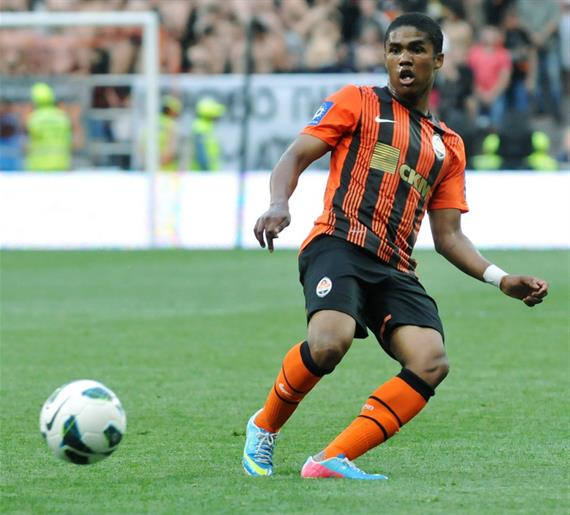
2013年のコスタ

ウクライナ・スーパーカップのFCメタルルフ・ドネツィク戦に出場し、2度目のスーパーカップ制覇を果たした。2012年11月3日、FCメタルルフ・ザポリージャ戦では、前半20分にPKでゴールを挙げ、このシーズン初得点を記録した。11月24日、FCメタルルフ・ドネツィク戦でキャプテンのダリヨ・スルナとの交代で途中出場し、交代から7分後にゴールを挙げて5-1での勝利に貢献した。
UEFAチャンピオンズリーグのグループリーグには3試合に出場し、前シーズンのCL王者チェルシーを抑え、ユヴェントスに次ぐ2位で決勝トーナメントに進出した。2013年2月13日、決勝トーナメント・ラウンド16のドルトムント戦1stlegでは、2-2の同点となるゴールを決めた。

#### 2013-14シーズン
スーパーカップで2013-14シーズンをスタートした。シーズン途中には、ユナイテッド・トーナメントで得点王となり、シャフタールの優勝に貢献した。リーグトップの9アシストを記録するなど、シャフタールの四連覇に貢献した。

#### 2014-15シーズン
2014年10月17日、FCヴォリン・ルーツィク戦でこのシーズン最初のゴールを挙げた。このシーズンは、公式戦33試合で5得点を記録した。

### バイエルン・ミュンヘン

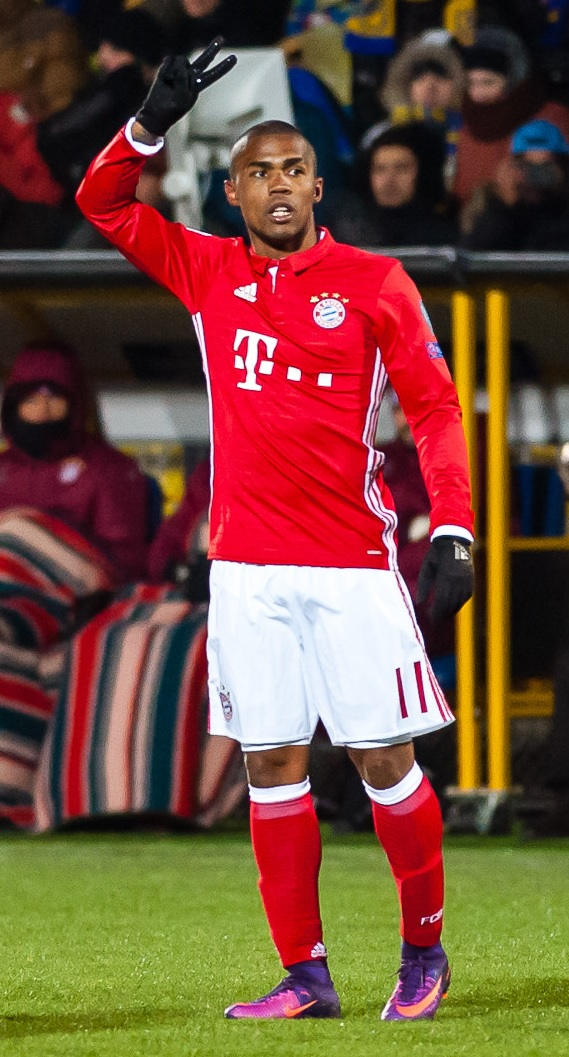
バイエルンでプレーするコスタ（2016年）

#### 2015-16シーズン
2015年7月1日、バイエルン・ミュンヘンに移籍金3000万ユーロで移籍した。契約期間は2020年6月30日までの5年契約となっている。移籍金3000万ユーロは、当時バイエルン史上4番目の高い金額だった。背番号はジェルダン・シャチリが着用していた11番に決定した。8月1日、DFLスーパーカップのVfLヴォルフスブルク戦に先発出場しデビューすると、PK戦でゴールを成功するなどしたが、チームは敗れた。8月15日、開幕戦のハンブルガーSV戦に左ウイングとして先発し、移籍後初得点を決めるなど存在感を見せた。2016年5月21日、DFBポカール決勝のボルシア・ドルトムント戦では、PK戦で最終キッカーとして優勝を決めるPKを成功させ、バイエルンはリーグとカップの2冠を達成した。
コスタはこのシーズン、公式戦43試合で7得点を記録し、良いシーズンを送った。リーグ戦の初めの13試合で12個のアシストを記録するなど順調なスタートを切ったが、筋肉の負傷によってウィンターブレイク前の4試合を欠場した。ウィンターブレイク明け以降は、シーズン序盤のフォームを取り戻すことができなかった。リーグ戦27試合で4ゴール14アシストを記録した。アリエン・ロッベンやフランク・リベリの穴を埋めるウインガーとして、ブンデスリーガの優勝に貢献した。

#### 2016-17シーズン
2016-17シーズンよりバイエルンの監督にカルロ・アンチェロッティが就任。ジョゼップ・グアルディオラの下では出場機会を多く得ていたが、アンチェロッティは左ウイングにリベリを起用した。コスタはこのシーズン中、ハムストリングと膝を負傷した。公式戦34試合に出場し、7ゴールを挙げた。前シーズンと同じゴール数だったが、出場時間は1400分少なかった。アンチェロッティの下で出場機会が少ない事に対して、公に不満を表した。コスタは「クラブとよく話す。」と言い、また、「私はここにいるのか、別のチームを探す必要があるのか、私の状況を話します。私はここでいつも幸せではない。しかし、すぐに状況は分かるだろう。」と話した。クラブの会長であるウリ・ヘーネスは、プレミアリーグやリーガ・エスパニョーラ、リーグ・アン、中国スーパーリーグなどから関心を持たれているコスタが、将来どこにいるのかが不確かであると公然と表明して、よりよい契約を得ようとしている事を非難した。

### ユヴェントス

#### 2017-18シーズン
2017年7月12日、ユヴェントスFCに買取オプション付きのレンタルで移籍した。レンタル料は600万ユーロで、2018年6月30日まで有効な買取オプションは4000万ユーロ（パフォーマンスに応じたボーナスが100万ユーロ）を2年間で支払う事で行使できる。2017年8月13日、スーペルコッパ・イタリアーナのSSラツィオ戦でデビューした。10月14日、ラツィオ戦でユヴェントスでの初得点を記録した。2018年4月のサンプドリア戦では途中出場から3アシストする活躍をみせた。セリエAで最多となる106回のドリブルを成功させ、リーグ2位の14アシストを記録した。

#### 2018-19シーズン
2018年6月7日、ユヴェントスFCは完全移籍のオプションを行使し、2022年までの契約を結んだ。9月16日、サッスオーロ戦で試合終盤にフェデリコ・ディ・フランチェスコにタックルを行いファアルの判定を受けると、起き上がるディ・フランチェスコに肘打ちをするように払いのけた上に頭突きを食らわせようとした。この一連の行動に対して、イエローカードが提示された。さらにその後、ディ・フランチェスコと口論になると、コスタは唾を吐きかけた。主審はこの行動を見逃したが、VARによって確認されると、コスタはレッドカードを受けて退場処分となった。試合後、自身のSNSで一連の行動を謝罪した。ユヴェントスのマッシミリアーノ・アッレグリ監督はコスタの行動を非難し、クラブはコスタに罰金処分を科した。レガ・カルチョはコスタに対して4試合の出場停止処分を下した。

### バイエルン・ミュンヘン復帰
2020年10月5日、バイエルン・ミュンヘンにレンタル移籍した。
しかし、シーズンで1ゴールしか挙げられずにユベントスへ戻ることになり、高額な給与に見合わぬ結果に対して、サリハミジッチSDへの不満が募る形となった。

### グレミオ復帰
2021年5月21日、古巣のグレミオにローン移籍で復帰した。カンピオナート・ガウショで優勝したが、カンピオナート・ブラジレイロ・セリエAで17位となりクラブは2部降格。

### LAギャラクシー
2022年2月11日、メジャーリーグサッカーのロサンゼルス・ギャラクシーへのレンタル移籍が発表された。古巣復帰から半年で移籍先の変更となった。また、2022年6月までのユヴェントスとの契約の満了後は完全移籍に移行することとなっている。
2023年10月24日、クラブを退団することが発表された。

### フルミネンセ
2024年1月28日、フルミネンセに移籍した。

### シドニーFC
2024年8月26日、シドニーFCへ移籍。

## 代表経歴
2009年にブラジルU-20代表として南米ユース選手権に出場し、ワウテルに次ぐチーム2位の3得点を挙げ、優勝に貢献した。2009 FIFA U-20ワールドカップでは2試合に出場し1ゴールを挙げチームの準優勝に貢献した。
2014年11月12日のトルコとの親善試合でA代表デビュー。コパ・アメリカ2015のメンバーにも選出され、ブラジルの初戦である6月13日のペルー戦で、後半アディショナルタイムに代表初得点となる決勝ゴールを挙げた。
2016年、コパ・アメリカ・センテナリオのブラジル代表メンバーに招集されていたが、左足の太腿を損傷していることが発覚し、欠場することになった。
2016年6月29日にU-23ブラジル代表としてリオデジャネイロオリンピックのメンバーにオーバーエイジ枠として選出された。しかし、左太ももの怪我が癒えていないため欠場することになった。2016年はコパ・アメリカ・センテナリオとリオデジャネイロオリンピックの2つの大会を怪我によって欠場することになった。
2018年、ワールドカップロシア大会では2試合に途中出場、グループリーグのコスタリカ戦ではネイマールのゴールをアシストした。

## 個人成績
| クラブ                 | シーズン | リーグ         | リーグ戦 | リーグ戦 | カップ戦 | カップ戦 | 国際大会 | 国際大会 | その他 | その他 | 合計 | 合計 |
| クラブ                 | シーズン | リーグ         | 出場     | 得点     | 出場     | 得点     | 出場     | 得点     | 出場   | 得点   | 出場 | 得点 |
| ---------------------- | -------- | -------------- | -------- | -------- | -------- | -------- | -------- | -------- | ------ | ------ | ---- | ---- |
| グレミオ               | 2008     | セリエA        | 6        | 1        | 0        | 0        | -        | -        | 0      | 0      | 6    | 1    |
| グレミオ               | 2009     | セリエA        | 22       | 1        | 0        | 0        | 2        | 0        | 7      | 0      | 31   | 1    |
| グレミオ               | 通算     | 通算           | 28       | 2        | 0        | 0        | 2        | 0        | 7      | 0      | 37   | 2    |
| シャフタール           | 2009–10  | プレミアリーグ | 13       | 5        | 0        | 0        | 2        | 0        | 0      | 0      | 15   | 5    |
| シャフタール           | 2010–11  | プレミアリーグ | 27       | 5        | 4        | 0        | 10       | 2        | 1      | 0      | 42   | 7    |
| シャフタール           | 2011–12  | プレミアリーグ | 27       | 6        | 4        | 1        | 5        | 0        | 1      | 0      | 37   | 6    |
| シャフタール           | 2012–13  | プレミアリーグ | 27       | 5        | 3        | 0        | 5        | 1        | 1      | 1      | 36   | 7    |
| シャフタール           | 2013–14  | プレミアリーグ | 27       | 4        | 3        | 1        | 8        | 2        | 1      | 0      | 39   | 7    |
| シャフタール           | 2014–15  | プレミアリーグ | 20       | 4        | 5        | 0        | 8        | 1        | 0      | 0      | 33   | 5    |
| シャフタール           | 通算     | 通算           | 141      | 29       | 19       | 2        | 38       | 6        | 4      | 1      | 202  | 37   |
| バイエルン・ミュンヘン | 2015–16  | ブンデスリーガ | 27       | 4        | 4        | 1        | 11       | 2        | 1      | 0      | 43   | 7    |
| バイエルン・ミュンヘン | 2016-17  | ブンデスリーガ | 23       | 4        | 2        | 1        | 9        | 2        | 0      | 0      | 34   | 7    |
| バイエルン・ミュンヘン | 通算     | 通算           | 50       | 8        | 6        | 2        | 20       | 4        | 1      | 0      | 77   | 14   |
| ユヴェントス           | 2017–18  | セリエA        | 31       | 4        | 5        | 2        | 10       | 0        | 1      | 0      | 47   | 6    |
| ユヴェントス           | 2018-19  | セリエA        | 17       | 1        | 2        | 0        | 5        | 0        | 1      | 0      | 25   | 1    |
| ユヴェントス           | 2019-20  | セリエA        | 23       | 1        | 4        | 1        | 1        | 1        | 1      | 0      | 29   | 3    |
| ユヴェントス           | 2020-21  | セリエA        | 2        | 0        | 0        | 0        | 0        | 0        | 0      | 0      | 2    | 0    |
| ユヴェントス           | 通算     | 通算           | 73       | 6        | 11       | 3        | 16       | 1        | 3      | 0      | 103  | 10   |
| バイエルン・ミュンヘン | 2020-21  | ブンデスリーガ | 11       | 1        | 2        | 0        | 6        | 0        | 1      | 0      | 20   | 1    |
| バイエルン・ミュンヘン | 通算     | 通算           | 11       | 1        | 2        | 0        | 6        | 0        | 1      | 0      | 20   | 1    |
| グレミオ               | 2021     | セリエA        | 26       | 3        | 1        | 0        | 1        | 0        | 0      | 0      | 28   | 3    |
| グレミオ               | 通算     | 通算           | 26       | 3        | 1        | 0        | 1        | 0        | 0      | 0      | 28   | 3    |
| 総通算                 | 総通算   | 総通算         | 328      | 49       | 39       | 7        | 83       | 11       | 16     | 1      | 466  | 68   |

## 代表歴

### 出場大会
- ブラジル代表
  - 2018 FIFAワールドカップ

### 試合数
- 国際Aマッチ 31試合 3得点（2014年-2018年）[76]

| ブラジル代表 | 国際Aマッチ | 国際Aマッチ |
| 年           | 出場        | 得点        |
| ------------ | ----------- | ----------- |
| 2014         | 2           | 0           |
| 2015         | 13          | 2           |
| 2016         | 4           | 1           |
| 2017         | 3           | 0           |
| 2018         | 9           | 0           |
| 通算         | 31          | 3           |

## タイトル

### クラブ
グレミオ
- ブラジルU-20全国選手権 : 2008
- コパ･サンティアゴ・デ・フトボル・フニベル：1回 (2008)
- タッサ・ベロ・オリゾン・デ・ジュニオーレス：1回 (2008)

シャフタール・ドネツク
- ウクライナ・プレミアリーグ：5回 (2009-10, 2010-11, 2011-12, 2012-13, 2013-14)
- ウクライナ・カップ：3回 (2010-11, 2011-12, 2012-13)
- ウクライナスーパーカップ：3回 (2010, 2012, 2013)
- ユナイテッド・トーナメント：1回 (2014)

バイエルン・ミュンヘン
- ブンデスリーガ：2回 (2015-16, 2016-17)
- DFBポカール：1回（2015-16）
- DFLスーパーカップ：1回 (2016)

ユヴェントス
- セリエA：3回 (2017-18, 2018-19, 2019-20)
- コッパ・イタリア：1回 (2017-18)
- スーペルコッパ・イタリアーナ：1回 (2018)

### 代表
U-20ブラジル代表
- 南米ユース選手権：1回 (2009)